# آرژنس
رودخانه ارژانس (به انگلیسی: Argens) رودخانه‌های است که در فرانسه جریان دارد و در ادامه خود به دریای مدیترانه می‌ریزد.